# Санчес, Ману (футболист, 1979)
Антонио Мануэль Санчес Гомес (исп. Antonio Manuel 'Manu' Sánchez Gómez; родился 25 января 1979 года в Фуэнхироле, Испания) — испанский футболист, полузащитник, известный по выступлениям за клуб «Малага».

## Клубная карьера
Санчес — воспитанник футбольной академии клуба мадридского «Реала». Он выступал за резервные команды «Реал Мадрид C» и «Реал Мадрид Кастилья», но дебютировать за основу так и не сумел. В начале 2002 году Мануэль покинул столицу и подписал контракт с «Малагой». Он довольно быстро завоевал место в основе и стал одним из лидеров команды. В том же году Санчес помог анчоусам завоевать Кубок Интертото и дойти до 1/4 финала Кубка УЕФА.
После пяти сезонов проведённых в «Малаге» Мануэль перешёл в «Эркулес» из Аликанте, но уже по окончании сезона покинул команду и подписал соглашение с клубом «Антекера». В 2010 году он завершил карьеру футболиста.

## Достижения
Клубные
 «Малага»
- Обладатель Кубка Интертото — 2002